# São Thomé de Meliapur
São Thomé de Meliapur fou el nom d'una factoria portuguesa a l'Índia establerta al que després fou Madras el 1523. El 1575 els portuguesos van fundar l'església de São Thomé en honor de sant Tomàs apòstol suposat predicador a l'Índia vers 52-70; Meliapur era el nom del poble natiu. Fou ocupada pels francesos el 1672, però retornada als portuguesos. El 1702 la fortalesa portuguesa fou assetjada per Daud Khan, al servei de l'emperador Aurangzeb, que no la va arribar a conquerir. Els britànics quan el 1749 van recuperar Madras (ocupada pels francesos del 1746 al 1749), com a seguretat van ocupar l'establiment portuguès el 21 d'octubre de 1749 i també alguns altres territoris a l'entorn del seu Fort Saint George, per evitar que en algun moment fos ocupat pels francesos, i ja mai no fou retornat quedant integrat a Madras.